# 林梨亞
林梨亞（Ria Lin，1996年10月08日—），藝名Ria（中文：梨亞），日本出道。女子偶像團體天氣女孩Weather Girls （ウェザーガールズ）成員之一。在天氣女孩中代表星期三個性女孩，代表顏色為紅色，代表天氣為雲。

## 個人背景
- Ria是台日混血。父親為日本人，母親為台灣人。日本名字是新藤優子。[3]
- 2013年上半年由經紀公司徵選進入Weather Girls，成為Weather Girls的練習生。練習生培訓一年後在2014年1月24日於《絕対合格！氣象予報士への道～》活動上正式出道，成為Weather Girls裡的老么。[4]
- Ria出道前曾參加「蝴蝶蝴蝶生ㄉ真美麗」節目舉辦的「水水高中生」校花比賽，在眾多參賽者之網路人氣投票後，以人氣投票率第二名進入總決賽。[5]

## 音樂作品
- 團體Weather Girls音樂作品

## 演出作品

### 電視劇
| 年度   | 國家 | 播出頻道            | 劇名             | 飾演     | 性質 | 其他演員 |
| 2014年 | 日本 | 名古屋電視台        | 《鉄子の育て方》 | 鐵道女孩 | 客串 | 天氣女孩 |
| 2015年 | 日本 | 東京電視台 國興衛視 | 《孤獨的美食家》 |          | 客串 | NueNue   |

### 電影
| 年份   | 劇名     | 飾演                 |
| 2015年 | 大囍臨門 | 李淑芬婚紗工作室同仁 |

## 節目通告
註：以團體Weather Girls身份出道後的團體節目錄影
| 日期          | 節目               | 主題       | 電視台     | 備註 |
| 2010年8月15日 | 蝴蝶蝴蝶生ㄉ真美麗 | 水水高中生 | 八大綜合台 |      |
| 2013年2月26日 | 大學生了沒         |            | 中天綜合台 |      |

## 主持作品
| 日期                        | 國家 | 撥出頻道     | 節目名稱         | 備註                                 |
| 2014年4月25日-2014年7月20日 | 臺灣 | 八大綜合台   | 我們都來了       |                                      |
| 2014年10月1日-2015年2月11日 | 臺灣 | LIVEhouse.in | 來氣玩           | 網路節目，與天氣女孩其他團員輪流主持 |
| 2015年1月12日-2015年5月11日 | 臺灣 | LIVEhouse.in | PTT週報X天氣女孩 | 網路節目，與天氣女孩其他團員輪流主持 |
| 2016年1月7日-至今           | 臺灣 | 亞洲旅遊台   | 嗨 Let's Go      |                                      |

## 外部連結
- Ria 林彣潔的Facebook專頁
- Ria的Instagram帳戶
- Ria的X（前Twitter）
- Ria的新浪微博